# Bruce Andrews
Bruce Andrews (* 1. April 1948 in Chicago) ist ein US-amerikanischer Politikwissenschaftler, Hochschullehrer und Dichter der L=A=N=G=U=A=G=E poets, einer in den 1970er Jahren formierten literarischen Gruppe.

## Leben
Bruce Andrews absolvierte nach dem Schulbesuch ein Studium im Fach Internationale Beziehungen an der Johns Hopkins University sowie ein weiteres Studium im Fach Politikwissenschaft an der Harvard University. 1973 veröffentlichte er mit Edge sein erstes Buch. 1975 übernahm er eine Professur für Politikwissenschaften an der Fordham University. In seinen Vorlesungen kritisierte er außerhalb der üblichen Paradigmen heftig die aus seiner Sicht falsche US-amerikanische Regierungspolitik von Unterdrückung und Untergrabung. Daneben unternahmen seine Lehrveranstaltungen eine unorthodoxe Betrachtung des politischen Systems der Vereinigten Staaten.
Neben seiner Lehrtätigkeit gehörte Andrews zu den Schlüsselfiguren der L=A=N=G=U=A=G=E poets, einer in den 1970er Jahren formierten literarischen Gruppe. Gemeinsam mit Charles Bernstein gab er zwischen 1978 und 1981 die namensgebende Literaturzeitschrift L=A=N=G=U=A=G=E heraus, die in diesen Jahren in 13 Ausgaben erschien. L=A=N=G=U=A=G=E war neben anderen literarischen Magazinen wie This, A Hundred Posters, Big Deal, Dog City, Hills, Là Bas, Oculist Witnesses, QU und Roof eine der wichtigsten Veröffentlichungen auf dem Gebiet der Language Poetry, nach deren Auffassung die Rolle des Lesers bei der Auffassung der Bedeutung eines Textes betont wird. Auf Form und Ausdrucksweise wird weniger Wert gelegt, und das Gedicht als Konstrukt in der Sprache und Konstruktion von Sprache angesehen. 1984 veröffentlichten er und Bernstein die meisten Inhalte des Magazins in The L=A=N=G=U=A=G=E Book. Er lehnt den klassischen Begriff der Poesie als „direkte Behandlung“ (direct treatment) von Dingen in der Sprache ab und argumentiert, dass das Einzige, was so behandelt werden kann, die Sprache selbst ist. Zu seinen weiteren Büchern gehören unter anderem Love Songs (1982), Give em enough rope (1987), Getting Ready to Have Been Frightened (1988), Executive Summary (1991), Paradise & method. A transcript from the talk series, St. Marks Project, New York City, April 7, 1991 (1991), I Don't Have Any Paper So Shut Up (Or, Social Romanticism) (1992), Tizzy Boost (1993), Aerial 9 (1999), Lip Service (2001) sowie Designated Heartbeat (2006). In Deutschland erschienen seine Gedichte unter anderem in der 2009 erstmals herausgegebenen Literaturzeitschrift Randnummer.
Nachdem sich einer seiner Studenten über die von ihm vertretenen linken Ansichten in seinen Vorlesungen beschwert hatte, trat Andrews im Oktober 2006 in der von Bill O’Reilly moderierten Talkshow The O’Reilly Factor in Fox News Channel auf.

## Veröffentlichungen
- Acappella, 1973
- Corona, 1973
- Edge, 1973
- Vowels, 1976
- Public constraint and American policy in Vietnam, 1976
- Film Noir, 1978
- Praxis, 1978
- Joint Words, Mitautor John M. Bennett, 1979
- Jeopardy, 1980
- Wobbling, 1981
- Commuter Calisthenics, 1982
- Excommunicate, 1982
- Love Songs, 1982
- R and B, 1983
- The L=A=N=G=U=A=G=E Book, 1984
- Bothboth, 1987
- Give em enough rope, 1987
- Getting Ready to Have Been Frightened, 1988
- Successful Expert Systems, 1989
- Executive Summary, 1991
- Paradise & method. A transcript from the talk series, St. Marks Project, New York City, April 7, 1991, 1991
- Voodoo for Anti-communist Tourists, Mitautor Bob Cobbing, 1991
- Stet, Sic, & Sp, 1992
- I Don't Have Any Paper So Shut Up (Or, Social Romanticism), 1992
- Excla, Mitautorin Maggie O’Sullivan, 1993
- Moebius, 1993
- Tizzy Boost, 1993
- Divestiture-A, 1994
- Strictly Confidential, 1994
- Ex Why Zee: Performance Texts, Collaborations with Sally Silvers, Word Maps, Bricolage & Improvisation, 1995
- Only, 1998
- Aerial 9, 1999
- Lip Service, 2001
- Co, 2006
- Designated Heartbeat, 2006
- Swoon noir, 2007